# Brooke Foss Westcott

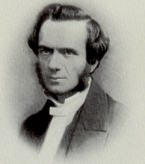
Brooke Foss Westcott

Brooke Foss Westcott (* 12. Januar 1825 in Birmingham; † 27. Juli 1901 in Auckland Castle, Durham) war ein englischer Theologe und ab 1890 anglikanischer Bischof von Durham. Heute noch bekannt ist er durch seine Mitwirkung an einer textkritischen Ausgabe des griechischen neuen Testaments.

## Frühes Leben und Ausbildung
Er erhielt seine Erziehung von 1837 bis 1844 an der King Edward VI School in Birmingham unter dem Rektor James Prince Lee (1804–1869), später Bischof von Manchester. Lee ordinierte ihn später und er war sein Vorbild. 1844 ging er an das Trinity College in Cambridge, 1849 wurde er dort gewähltes Mitglied und blieb dort bis 1869. 1851 wurde er zum Diakon und im selben Jahr am 21. Dezember zum Priester geweiht. Westcott lehrte von 1852 bis 1869 an der Harrow School unter dem damaligen Rektor Charles John Vaughan (1816–1897), zudem war er ein Freund vom Edward White Benson. Ein besonders enger Freund wurde Fenton John Anthony Hort. Er heiratete 1852.

## Lehrtätigkeit
Als Neutestamentler und Philologe griff er um 1860 zusammen mit Joseph Barber Lightfoot (1828–1889) und Hort die Methoden der evangelischen Tübinger Schule auf und entwickelte eine historisch-kritische Methode der Bibelforschung. Die drei Männer Hort, Westcott und Lightfoot wurden auch als „Cambridge Triumvirat“ bezeichnet. Am 1. November 1870 wurde er als Regius Professor of Divinity an der University of Cambridge gewählt. Diesen Lehrstuhl hatte er bis 1890 inne, als er in Nachfolge von Lightfoot Bischof von Durham wurde. Er war trotz seiner Aufgaben als Professor und der Mitarbeit an der Kommission zur Revised Version stark als Seelsorger und Prediger tätig. Er hatte keine volle Pfarrstelle, aber war in der Zeit von 1869 bis 1890 als Kanonikus von Peterborough und Westminster, London tätig. Außerdem war er Examining Chaplain in Peterborough, London und Canterbury.
Er nahm Stellung zu den kirchlichen und politischen Themen seiner Zeit und zur sozialen Frage. Er gilt als einer der Mitbegründer der 1889 in Durham gegründeten Christian Social Union und vermittelte 1892 in einem Streik von 10.000 Bergarbeitern, der immense Kosten verursachte. Lord Salisbury verhinderte wegen dieser „sozialistischen Tendenzen“ seine Wahl zum Erzbischof von York. Westcott war engagiert in der „Society for the Propagation of the Gospel“, einer Missionsgesellschaft, die in Indien tätig war. Vier seiner Söhne wurden dort Missionare, zwei davon wurden zu Bischöfen ernannt, Sohn Arthur Westcott schrieb seine Biographie. Westcott gehörte den Cambridge Apostles an.

## Bibelausgabe The New Testament in the Original Greek
1853 verständigte er sich mit Fenton John Anthony Hort darüber, dass sie Lachmanns Arbeit revidieren und eine neue textkritische Ausgabe des griechischen Neuen Testaments vorbereiten wollten. 1881 gab er gemeinsam mit Hort seine Textausgabe The New Testament in the Original Greek heraus, die das Ende des Textus receptus in modernen Textausgaben einläutete.

## Kontroverse
Die Ausgabe des Neuen Testaments und die Revised Version, an der Westcott mitarbeitete, wurde seinerzeit stark angegriffen von John William Burgon. Auch amerikanische Fundamentalisten haben Westcotts und Horts griechischen Bibeltext als entstellt („corrupt“) denunziert. Die meisten dieser Kritiker gehören der „King-James-Only-Bewegung“ an, einer Gruppierung, die alleine die King-James-Bibel als Bibelübersetzung akzeptiert. Die „King James Only“-Autorin Gail Riplinger erwähnt ihn in ihrem Buch New Age Bible Versions, worin sie Westcott vorwirft, sich mit okkulten Dingen zu beschäftigen.
Westcott selbst antwortete daraufhin: „Vor vielen Jahren hatte ich Gelegenheit, ‚spiritistische‘ Phänomene mit größter Sorgfalt zu untersuchen, und bin damals zu einem deutlichen Entschluss gekommen, den ich als Antwort auf Ihren Vorwurf ausdrücken muss. Die Heilige Schrift ist hier, wie in allen geistlichen Fragen, unser oberster Führer. Ich fand, dass die geistlichen Gaben zwar öfters in der Bibel zu finden sind, aber ich gab nie die geringste Ermutigung, diese (spiritistischen Phänomene) zu suchen. Der Fall ist in der Tat ganz anders. Ich kann daher nicht anders, als jeden freiwilligen Umgang mit Wesen wie jenen, die über einen Menschen als Medium kommunizieren, als schriftwidrig und gefährlich zu betrachten. In der Wiedergeburt (durch Gott) finde ich alles, was der Mensch (soweit ich sehen kann) zum Leben und zur Hoffnung benötigt.“

## Werke
Unvollständige Liste der wichtigsten Werke
- Elements of the Gospel Harmony (1851)
- History of the Canon of First Four Centuries (1853)
- A General Survey of the History of Canon of the New Testament. 1855, 1889; archive.org
- Characteristics of Gospel Miracles. 1859, 8. Auflage. 1894; archive.org
- Introduction to the Study of the Gospels. 1860, 1866; archive.org
- The Bible in the Church. 1864; archive.org
- The Gospel of the Resurrection. 1866; revised 1879; archive.org
- A General View of the History of the English Bible. 1868; überarbeitet von W A Wright 1905; archive.org
- Christian Life Manifold and One. 1869; archive.org
- Some Points in the Religious Life of the Universities (1873)
- On the religious office of the universities. 1873; archive.org
- Paragraph Psalter for the Use of Choirs. 1879; archive.org
- Commentary on the Gospel of St John. 1881; archive.org
- Commentary on the Epistles of St John. 1883; archive.org
- The Revelation of the Risen Lord. 1882; archive.org
- The Revelation of the Father: short lectures on the titles of the Lord in the Gospel of St John. 1884; archive.org
- Some Thoughts from the Ordinal (1884)
- The Historic Faith: short lectures on the Apostles’ Creed. 1885; archive.org
- Christus Consummator. 1886; archive.org
- Social Aspects of Christianity. 1887; archive.org
- The Victory of the Cross: Sermons in Holy Week. 1888; archive.org
- Commentary on the Epistle to the Hebrews. 1889; archive.org
- From Strength to Strength. 1890; archive.org
- Essays in the History of Religious Thought in the West. 1891; archive.org
- The Gospel of Life: thoughts introductory to the study of Christian doctrine. 1892; archive.org
- The Incarnation and Common Life. 1893; archive.org
- The Gospel According to St. John. 1896; archive.org
- Some Lessons of the Revised Version of the New Testament. 1897; archive.org
- Christian Aspects of Life. 1897; archive.org
- Lessons from Work. 1901; archive.org
- Saint Paul’s Epistle to the Ephesians: the Greek text. 1906; archive.org
- The Two Empires: the Church and the World. 1909; archive.org